# Nemertesia tetraseriata
Nemertesia tetraseriata är en nässeldjursart som först beskrevs av John Fraser 1938.  Nemertesia tetraseriata ingår i släktet Nemertesia och familjen Plumulariidae. Inga underarter finns listade i Catalogue of Life.